# Киперешти (Јаши)
Киперешти (рум. Chiperești) насеље је у Румунији у округу Јаши у општини Цуцора. Oпштина се налази на надморској висини од 38 m.

## Становништво
Према подацима из 2002. године у насељу је живело 327 становника, од којих су сви румунске националности.